# Анарг I фон Валденбург-Волкенщайн
Анарг I фон Валденбург-Волкенщайн (на немски: Anarg I von Waldenburg-Wolkenstein; * сл. 1239; † пр. 18 август 1317) е господар на Валденбург и Волкенщайн, фогт на Ремзе и съдия в Плайсенланд в Саксония, споменат в документи от 1254 до 1308 г.
Той е син на рицар Хуго фон Валденбург († сл. 1262) и съпругата му Юта фон Валденбург († сл. 1286).
Анарг I фон Валденбург-Волкенщайн се жени Аделхайд фон Плауен († сл. 18 август 1317), дъщеря на фогт Хайнрих I фон Плауен († 1303) и Кунигунда фон Лютцелщайн († 1302), дъщеря на граф Хуго III фон Лютцелщайн († сл. 1283) и Елизабет фон Саарбрюкен († сл. 1271).

## Деца
Анарг I фон Валденбург-Волкенщайн и Аделхайд фон Плауен († сл. 18 август 1317) имат децата:
- Анарг „Млади“ (* ок. 1276; † сл. 31 март 1331), кралски хауптман в Майсен и Плайсенланд (1312)
- Кунигунда фон Волкенщайн (* пр. 1300; † сл. 1322), омъжена за Хайнрих III фон Вилденфелс
- Хайнрих фон Валденбург-Волкенщайн (* 1301; † сл. 1343), женен за Еуфемия († сл. 1317); родители на:
  - Йохан фон Валденбург-Рабенщайн-Волкенщайн-Цшопау († сл. 1385); баща на:
    - София фон Валденбург († сл. 1394), омъжена за бургграф Албрехт VIII фон Лайзниг-Рокхсбург-Пениг († 8 декември 1411)
    - Унарг (Анарг) фон Валденбург († 8 май 1383/9 април 1386), женен за Мехтилд фон Вартенберг († сл 1386); родители на:
      - Хайнрих фон Валденбург († 29 юли 1446), женен 1408 г. за Констанца фон Плауен, дъщеря на Хайнрих IX (VIII) фон Плауен 'Млади' († 1412) и Анна фон Ризенбург († сл. 1411).